# Kingston Harbour

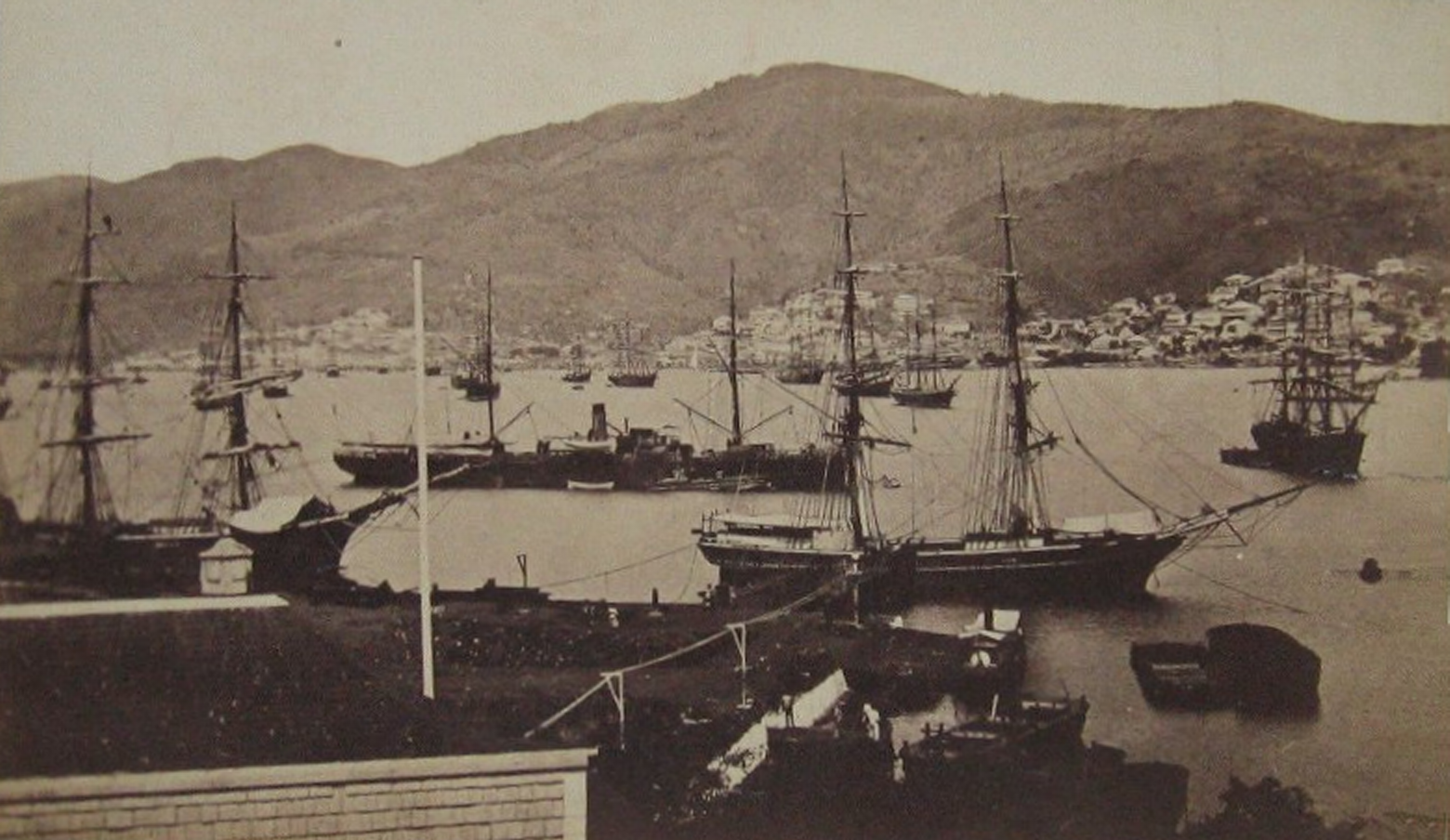
Kingston Harbour vers 1870

Kingston Harbour est le septième plus grand port maritime naturel au monde. Il est situé à Kingston, la capitale de la Jamaïque, dans le sud-est du pays.
En 1720, le corps de Jack Rackham ou John Rackham, plus connu sous le nom de Calico Jack fut pendu à l'entrée du port, comme un avertissement pour tous les pirates.